# Dontostemon intermedius
Dontostemon intermedius är en korsblommig växtart som beskrevs av Vladimir Nikolaevich Voroschilov. Dontostemon intermedius ingår i släktet Dontostemon och familjen korsblommiga växter. Inga underarter finns listade i Catalogue of Life.